# Hemigellius pilosus
Hemigellius pilosus är en svampdjursart som först beskrevs av James Barrie Kirkpatrick 1907.  Hemigellius pilosus ingår i släktet Hemigellius och familjen Niphatidae. Inga underarter finns listade i Catalogue of Life.